# Borghese in borghese
Borghese in borghese è il singolo di debutto del cantante italiano Fulminacci, pubblicato il 9 gennaio 2019 come primo estratto dal primo album in studio La vita veramente, per l'etichetta Maciste Dischi.

## Tracce
Testi e musiche di Filippo Uttinacci.
1. Borghese in borghese – 3:12

## Video musicale
Il videoclip del brano, diretto da Bendo, è stato pubblicato l'11 gennaio 2019 attraverso il canale YouTube del cantante.